# 冷水滩区
冷水滩区是中国湖南省永州市所辖的一个市辖区。区域总面积为1218平方公里，总人口約59万人。区人民政府駐梧桐街道梧桐路579號。

## 历史沿革
秦时为长沙郡地，西汉为泉陵侯國地，东汉属泉陵县地，隋开皇九年（589年）为零陵县。
1940年代，设立滩市镇，中华人民共和国成立后，改为冷水镇。1960年6月，设立冷水滩市。1962年10月，撤市复镇，仍隶属于零陵县管辖。1969年，为零陵地区直辖镇。1984年6月，经国务院批准，撤销零陵县，恢复冷水滩市。1995年11月，撤销零陵地区，设立地级永州市，冷水滩市改为区。
1997年7月，永州市人民政府驻地由零陵区迁至此地。

## 人口民族
2020年，全区常住人口为583136人，公安户籍总人口为56.16万人,共19.60万户，其中:男性人口为29万人，女性人口为27.16万人。
冷水灘區以漢族為主，各少數民族散居於漢族之中，少數民族種類及人口數量呈增加趨勢。全區共有38個少數民族，如佤族、畲族、土族、傣族等。

## 行政区划
冷水滩区下辖10个街道办事处、8个镇、1个乡：
梅湾街道、菱角山街道、肖家园街道、杨家桥街道、梧桐街道、凤凰街道、珊瑚街道、曲河街道、岚角山街道、花桥街镇、普利桥镇、牛角坝镇、高溪市镇、黄阳司镇、上岭桥镇、伊塘镇、蔡市镇、仁湾街道和杨村甸乡。